# Meurtre pour un homme seul
Pour plus de détails, voir Fiche technique et Distribution.
Meurtre pour un homme seul (The Next Man) est un film américain réalisé par Richard C. Sarafian, sorti en 1976.

## Synopsis
Une conspiration échafaudée par plusieurs pays du Moyen-Orient tend à concurrencer le marché pétrolier américain. Ces derniers, soucieux de garder la mainmise sur leur or noir, envoient une élégante tueuse à gages afin de se débarrasser de la menace latente. Mais le nouveau ministre d'État d'Arabie saoudite ne compte pas céder à la panique et en appelle à la cohésion internationale. Une nouvelle cible toute désignée pour notre charmante et sensuelle meurtrière.

## Fiche technique
- Titre français : Meurtre pour un homme seul
- Titre original : The Next Man
- Réalisation : Richard C. Sarafian
- Scénario : Morton S. Fine, Alan Trustman, David M. Wolf & Richard C. Sarafian
- Musique : Michael Kamen
- Photographie : Michael Chapman
- Montage : Aram Avakian & Robert Q. Lovett
- Production : Martin Bregman
- Société de production : Artists Entertainment Complex
- Société de distribution : Allied Artists Pictures
- Pays de production :  États-Unis
- Langue : anglais
- Format : Couleur - Mono - 35 mm - 1.85:1
- Genre : thriller
- Durée : 86 min
- Dates de sortie :
  - États-Unis : 5 novembre 1976 (Festival de Chicago) ; 10 novembre 1976 (sortie nationale)
  - France : 5 avril 1978 (inédit à Paris, distribué en province[1])

## Distribution
- Sean Connery (VF : Jean-Claude Michel) : Khalil Abdul-Muhsen
- Cornelia Sharpe (VF : Perrette Pradier) : Nicole Scott
- Albert Paulsen (VF : René Bériard) : le colonel Hamid
- Adolfo Celi : Rachid Al Sharif
- Marco St. John (VF : Daniel Gall) : Justin
- Ted Beniades (VF : Henry Djanik) : le capitaine Frank Dedario
- Charles Cioffi (VF : Jacques Ferrière) : Fouad
- Ian Collier (VF : Jean-François Devaux) : le contact de Nicole
- Michael Storm (VF : Gérard Dessalles) : le conseiller économique
- Maurice Copeland (VF : Jean Violette) : le président du conglomérat
- Holland Taylor (VF : Lily Baron) : une journaliste (entretien à la télé)
- John MacKay (VF : Gérard Dessalles) : le directeur du Waldorf
- Bill Golding (VF : Vincent Violette) : l'agent des douanes